# 燕珪
燕珪，建昌（今江西南城）人，元朝政治人物。荫生出身。

## 生平
接替刘宣任松江府知府一职，由王光祖接任。